# Evidence (film)
Pour plus de détails, voir Fiche technique et Distribution.
Evidence est un thriller américain d'Olatunde Osunsanmi sorti en 2013.

## Synopsis
Deux inspecteurs sont appelés sur une scène de crime, dans un garage à camion désaffecté du Nevada. Il reste des bandes vidéos venant de caméscopes et téléphones laissés par le tueur, qui ont été filmées par ses victimes, des gens en partance pour Las Vegas, de leur arrivée sur les lieux à leur mort.

## Fiche technique
- Titre original : Evidence
- Titre français : Evidence
- Titre québécois :

- Réalisation : Olatunde Osunsanmi
- Scénario : John Swetnam d'après son court métrage
- Direction artistique : Freddy Waff
- Décors : Georgia Schwab
- Costumes : Alexis Scott
- Photographie : Lukas Ettlin
- Son : Darren Warkentin
- Montage : Paul Covington
- Musique :  Atli Örvarsson
- Production : David Lancaster, Michel Litvak, Marc Platt, Anthony Rhulen et Jeffrey Stott
- Société(s) de production : Bold Films et Marc Platt Productions
- Société(s) de distribution :
- Budget :
- Pays d’origine :  États-Unis
- Langue : anglais
- Format : couleurs - 35mm - 2.35:1 - Son Dolby numérique
- Genre : thriller
- Durée : 96 minutes
- Dates de sortie :
  - émirats arabes unis : 2 mai 2013[1]
  - États-Unis : 19 juillet 2013[1]
  - France : 11 avril 2014 en DVD

## Distribution
- Stephen Moyer : l'inspecteur Reese
- Torrey DeVitto : Leann
- Radha Mitchell : l'inspecteur Burquez
- Dale Dickey : Katrina Fleishman
- Caitlin Stasey : Rachel
- Nolan Gerard Funk : Tyler Morris
- Harry Lennix : Ben
- Aml Ameen : l'officier Jenson

- Chris Jai Alex : lead SWAT
- John Newton : lead Cop
- Svetlana Metkina : Vicki

- Alisha Seaton : Colleen Flynn

- James Ryen : Tall Cop
- Christopher Frontiero : Forensics Tech
- Barak Hardley : Gabe Wright
- Albert Kuo : Steven
- Seth Bailey : Gerald Fleishman
- Ardy Brent Carlson : Jim
- Verity Branco : Olivia Spence
- Michael Daniali : SWAT